# 斯塔雷梅斯托 (奧洛穆克州)

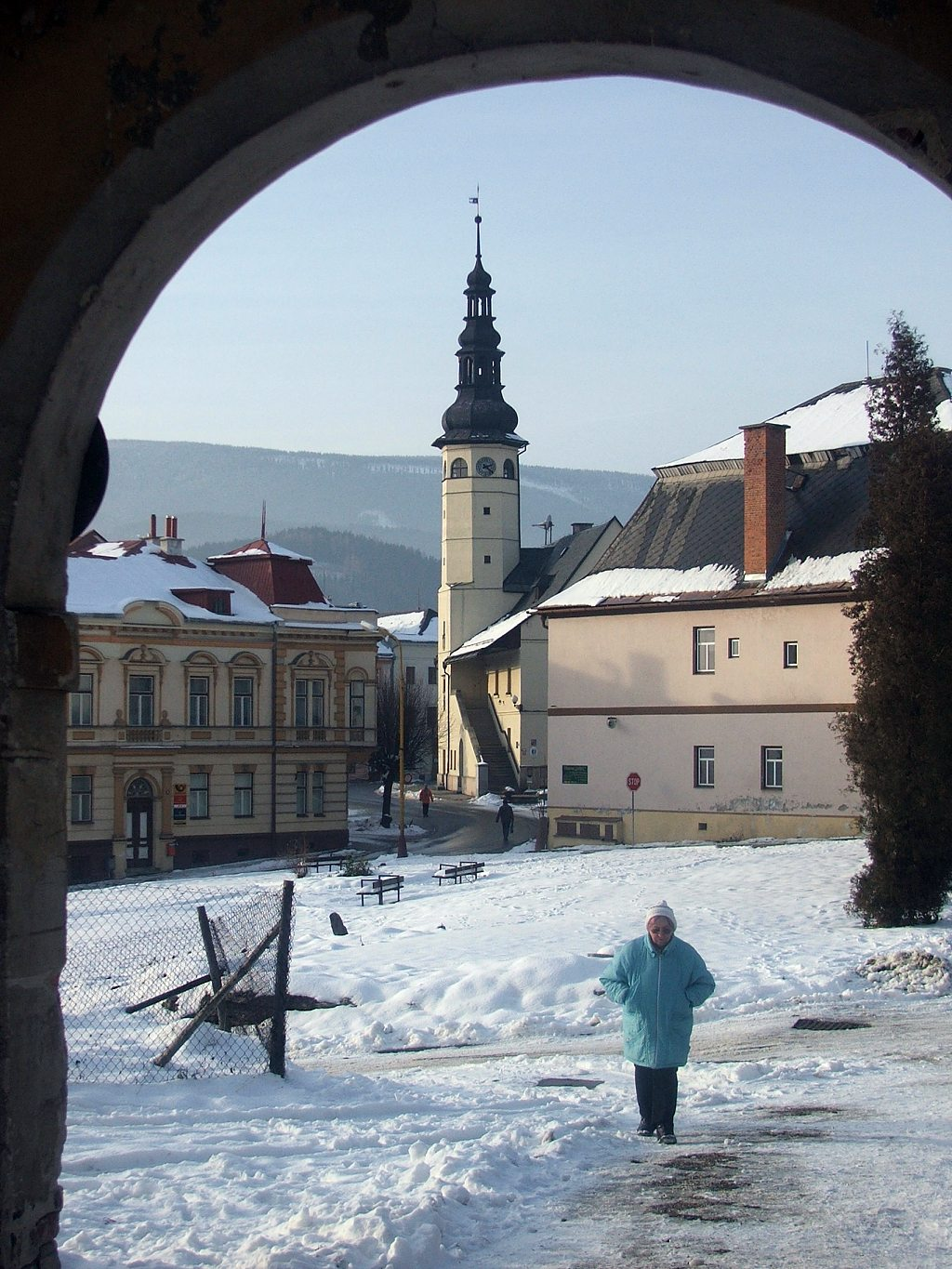

斯塔雷梅斯托是捷克的城鎮，位於該國東北部，由奧洛穆克州負責管轄，始建於十三世紀晚期，面積86.3平方公里，海拔高度538米，2006年人口2,074。

## 外部連結
- Official website （页面存档备份，存于）